# Leptogenys unistimulosa
Leptogenys unistimulosa é uma espécie de formiga do gênero Leptogenys, pertencente à subfamília Ponerinae.